# Савчук Юрій Костянтинович
Ю́рій Костянти́нович Савчу́к (нар. 25 березня 1965, Вербовець) — український історик. Фахівець у галузі спеціальних історичних дисциплін, зокрема геральдики та вексилології. Лауреат стипендії для молодих вчених Президії НАН України (1995). Кандидат історичних наук (1996).

## Біографія
Народився 25 березня 1965 року в селі Вербовеці (нині Могилів-Подільський район Вінницької області, Україна). 1988 року з відзнакою закінчив історичний факультет Вінницького державного педагогічного інституту (нині Вінницький педагогічний університет). У 1988—1990 роках працював сільським учителем. У 1990—1991 роках — науковий. співробітник Вінницького обласного краєзнавчого музею, у 1991—1992 роках — методист Кабінету українознавства Вінницького політехнічного інституту. У 1992—1995 роках — аспірант, у 1996—2003 роках — науковий співробітник, старший науковий співробітник відділу спеціальних історичних дисциплін, з 2003 року — докторант Інституту історії України НАН України.
У 2001—2002 роках був завідувачем сектора Управління державних нагород та геральдики Адміністрації Президента України.
У 2021 році, відповідно до Закону України «Про культуру» Міністерство культури та інформаційної політики України провело конкурс на посаду генерального директора Національного музею історії України у Другій світовій війні. Меморіальний комплекс. Рішенням конкурсної комісії переможцем визнано Юрія Савчука, який обійняв цю посаду з грудня..

## Творчість
1996 року захистив кандидатську дисертацію «Міська геральдика Поділля» (науковий керівник — доктор історичних наук М. Ф. Дмитрієнко).
Співавтор проекту Великого Державного Герба України. Автор концепції масштабної міжнародної виставки «Гетьманські клейноди та особисті речі Богдана Хмельницького у колекціях музеїв Європи». Співавтор сценарію документального фільму «Штандарт Богдана» (2004).

### Праці
- Міська геральдика Поділля. — Вінниця, 1995[2].
- Герби міст України. — К., 2001 (у співавторстві)[3].
- Гетьманські клейноди та особисті речі Богдана Хмельницького у колекціях музеїв Європи (пошук, знахідки, атрибуція). — К., 2006[4].

## Нагороди
- 2004 — орден «За заслуги» третього ступеня.